# John Ramsbottom (ingeniero)
John Ramsbottom (11 de septiembre de 1814 - 20 de mayo de 1897) fue un ingeniero mecánico inglés. Diseñador de numerosas locomotoras de vapor del Ferrocarril de Londres y del Noroeste, como inventor ideó los segmentos metálicos empleados para sellar los pistones de los motores alternativos, así como el sistema del foso de recarga para reabastecer de agua a locomotoras en marcha.  

## Semblanza
Ramsbottom nació en Todmorden, cerca de la frontera entre los condados de Yorkshire y Lancashire. Era hijo del propietario de una fábrica de tejidos de algodón accionada por una máquina de vapor, en la que el joven Ramsbottom introdujo numerosas mejoras. También inventó una horquilla de trama (también atribuida a James Bullough) que permitía que los telares funcionaran a alta velocidad. En el campo de los ferrocarriles introdujo diversos inventos, pero su principal legado son los segmentos de metal que sellan los cilindros de los pistones de los motores térmicos, que inventó y luego perfeccionó. Prácticamente todos los motores de explosión continúan utilizándolos en la actualidad.

## Carrera
En 1839, Ramsbottom comenzó a trabajar en la Sharp, Roberts and Company de Mánchester, que fabricaba tanto motores estacionarios industriales como locomotoras de vapor, en las que continuó su aprendizaje. Charles Beyer lo recomendó en 1842 para convertirse en superintendente de locomotoras del Ferrocarril de Mánchester y Birmingham (M&BR). En 1846, el M&BR se fusionó y pasó a ser parte del Ferrocarril de Londres y del Noroeste (LNWR), y Ramsbottom se convirtió en Superintendente de Distrito de la División Nororiental. En 1857 fue nombrado Superintendente de Locomotoras de la División Norte (líneas al norte de Rugby), con sede en Crewe. Se le atribuye el diseño y la introducción de los primeros fosos de recarga para reabastecer de agua a locomotoras de vapor en plena marcha.

## Diseños de locomotoras
- LNWR 2-2-2 Cornwall, reconstruido según su diseño en 1858
- LNWR DX Goods clase 0-6-0
- LNWR Problem clase 2-2-2
- LNWR 4ft Shunter 0-4-0ST
- LNWR Samson clase 2-4-0
- LNWR Newton clase 2-4-0
- LNWR Special Tank 0-6-0ST

## Innovaciones

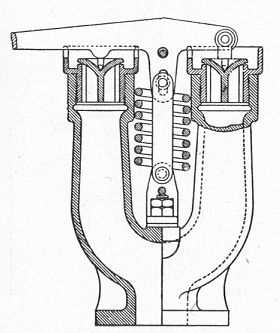
Vista en sección de una válvula de seguridad Ramsbottom

En 1852 inventó el segmento metálico partido, que proporciona un sellado hermético del pistón contra el cilindro con baja fricción. Sus otros inventos incluyeron la válvula de alivio de presión Ramsbottom, el lubricador de desplazamiento, el foso de recarga de agua, un martillo de vapor doble que evitaba el requisito de disponer de un yunque diez veces más pesado que el martillo, un sistema de sujeción del carril de hierro forjado y mejoras al convertidor Bessemer para la fabricación de acero.

## Cargos profesionales
- Ramsbottom se convirtió en miembro de Institución de Ingenieros Civiles en 1866. También fue presidente de la Institución de Ingenieros Mecánicos en 1870 y 1871.

## Jubilación
Ramsbottom se jubiló en 1871, después de que la junta directiva del LNWR, en particular su presidente, Sir Richard Moon, rechazara su solicitud de un aumento salarial. El LNWR continuó pagando a Ramsbottom un estipendio anual después de que se fue, valorando su experiencia como consultor, si no como empleado. Sin embargo, en 1883 se convirtió en ingeniero consultor y director del Ferrocarril de Lancashire y Yorkshire (L&YR), donde su principal legado fue el establecimiento de los Talleres de Horwich en una nueva ubicación cercana a Bolton. También fue director de Beyer Peacock.